# 李秉武
李 秉武（イ・ビョンム、り へいぶ、1864年2月8日 - 1926年12月6日）は、李氏朝鮮末期の政治家、大韓帝国軍及び大日本帝国陸軍の軍人。現在の大韓民国では丁未七賊・庚戌国賊及び親日派の一人とされている。

## 生涯
茂林君李善生（定宗の庶子）の末裔にあたる。光緒10年（1884年）に武科に合格し、宣伝官・親軍統衛営隊官・訓錬院主簿などを務めた。開国503年（1894年）に日清戦争祝賀使となった義和君李堈に随行して渡日し、10月に陸軍教導団に入学した。開国504年（1895年）5月に教導団を卒業すると、日本陸軍士官学校第8期に入学した。1896年3月に陸軍士官学校を卒業すると、すぐに帰国し、4月に陸軍歩兵正尉に任官され、陸軍武官学校教官と教頭を兼任した。
光武元年（1897年）6月、陸軍歩兵参領に進級。この頃から日本と親密な関係を築くようになった。1899年6月に北青地方大隊大隊長、1900年7月に北青鎮衛大隊大隊長を経て、10月まで鎮衛第5連隊第2大隊大隊長を務めた。この時、日本にいた亡命者に国内事情を知らせた容疑で免官となり2年間未決囚で拘禁され、1902年1月から1904年2月まで全羅南道観察府智島郡古群山に流刑となった。
日露戦争が勃発すると、1904年6月に陸軍歩兵参領で復官した。同年7月に陸軍武官学校教官、8月に軍制議定官を経て、9月に陸軍歩兵副領に進級し、陸軍武官学校校長と陸軍幼年学校校長を兼任した。
光武9年（1905年）4月、陸軍歩兵正領に進級。同年7月、軍部教育局長に任命され、12月には陸軍参将に進級して陸軍教育局長を補任した。
光武10年（1906年）1月、正月報聘使の李載完に随行して渡日し、日本政府から勲二等瑞宝章を授与された。帰国後は鎮衛隊検閲使になり、勲三等八卦章を授与された。
光武11年（1907年）5月、陸軍副将に進級し、李完用内閣が成立すると軍部大臣に任命。同年7月、軍部大臣として伊藤博文統監の指示を受け日本憲兵70余名を大闕に侵入させ、高宗皇帝を脅迫して禅位を強要しようとしたが、林在徳参領が日本軍の入闕に頑強に抗拒すると、林在徳を法院に拘束し、高宗の強制退位を先導した。同年7月、純宗を脅迫して軍隊解散詔勅を受け取った後、大韓帝国軍を解散させ、これに抵抗した軍人と義兵に鎮圧するよう命令するなど義兵抗争を弾圧した。同月に侍従武官長臨時署理事務、8月に軍法会議判士長に任命。
1907年10月、韓国視察に訪れる日本皇太子を歓迎するため、前職と現職の大臣と官吏らで組織した紳士会の評議員に選出され、歓迎行事を主管した。この皇太子迎接に寄与した功労で日本政府から勲一等旭日大綬章を授与された。
隆熙2年（1908年）2月に伊藤博文が後援し、儒林界を回遊する目的で高位官吏を中心に組織した大東学会の会員として活動。同年8月、朝鮮に対する慈善救済と福利増進を名分に侵出した東洋協会の趣旨に賛成して寄付した。同年10月、東京にいる皇太子李垠の誕生日祝いのため日本に派遣され、陸軍特別大演習を陪観後に帰国した。
隆熙3年（1909年）7月、大韓帝国軍部を廃止して設置した親衛府長官に任命され、侍従武官長を兼任した。同年11月、東京で開かれる伊藤博文葬禮式に合わせて、奨忠壇にて大韓帝国政府、内閣及び漢城府民会主催で官民追悼会を開催することを発議した。
隆熙4年（1910年）8月、侍従武官長兼親衛府長官として日韓併合条約締結に関する御前会議に参席して可決。日韓併合直後の1910年10月、朝鮮貴族令により子爵爵位を受けた。1911年1月に恩賜公債5万円を受け取り、2月に総督官邸で開かれた爵記本書捧受式に義服を備えて参席した。
1911年（明治44年）2月、李王職李王附武官に任命され、陸軍副将として日本陸軍中将礼遇を受け、毎年2500円の手当を受けた。1912年8月に韓国併合記念章を授与され、12月に従四位に敍位した。
1914年（大正3年）10月、京城神社で執り行われた例祭に参礼した。
1915年（大正4年）8月、朝鮮総督府主導で植民地支配を正当化し、始政事業を宣伝するための始政五年記念朝鮮物産共進会協賛会の特別会員として寄付する一方、家庭博覧会賛助員に選任された。同年11月、大正天皇即位大礼式に朝鮮貴族総代として参席して妻と共に大礼記念章を受章。
1917年（大正6年）5月、李垠の陸士卒業式に出席して帰国後、翌6月に純宗が天皇夫婦に会うために訪日する際に陪従した。同年10月、日本の協力と支援によって組織された親日仏教団体の仏教擁護会の顧問に推戴された。
1919年（大正8年）10月、伊藤博文十年祭に発起人として参与。同年12月、正四位に陞敍。
1920年（大正9年）4月26日に大正9年勅令第118号が発せられたことにより、朝鮮歩兵隊附陸軍中将に正式に任命され、李王附武官で死亡するまで毎年3500円から5000円の手当を受けた。
1921年4月と1923年5月に南山音楽堂で朝鮮警察協会主催で開かれた殉職警察官招魂祭に李王職を代表して参席。1922年9月、日本赤十字社朝鮮本部評議員。1925年10月、従三位。1926年4月、純宗の国葬で葬儀委員を務めた。
1926年12月8日、死亡。正三位と勲一等旭日桐花大綬章を追贈された。爵位は息子の李鴻默が継いだ。

## 死後の評価
2002年に「民族の精気を立てる国会議員の集い」が光復会とともに発表した親日派708人名簿と、2005年に民族問題研究所で親日人名辞書に収録するために整理した親日人名辞書収録予定者1次名簿において選定された。また、2006年に日本統治時代初期の親日反民族行為106人名簿が発表された際にも選定された。

## 栄典
- 1915年（大正4年）11月10日 - 大礼記念章[3]